# Titeli prépostság
A titeli prépostság katolikus prépostság volt Titel székhellyel, a Tisza torkolatának közelében.
A 11. században hozták létre, Szent László király idején, Szent Imre herceg tiszteletére. 1237-ben lett hiteleshely.
A titeli préposti cím a Királyi Magyarországon jól jövedelmező állásnak, magas rangnak számított, amelyet általában befolyásos férfiak nyertek el. A préspostságnak nagy birtoka és jelentős jövedelme volt, amelyet a 15. században évi négyezer aranyforintra becsültek. Az 1498-ban tartott országgyűlés ötven lovas tartására kötelezte a titeli prépostot.

## Neves titeli prépostok
- Bakócz Tamás
- Csezmicei János (Janus Pannonius)
- Galhard de Carceribus

## Birtokai
Fennállása során a titeli prépostsághoz tartozó birtokok például:
- Erdőd (Horvátország)
- Györök (Arad megye)
- Ivánháza
- Őcsény
- Sződ
- Tiszavárkony (I. Ferdinánd adománya 1540-ben)
- Vadkert (Arad megye)
- Zábrány (Arad megye)